# توماس كوناروسكي
توماس كوناروسكي (بالبولندية: Tomasz Konarzewski)‏ (17 يوليو 1904 – 20 فبراير 1974) هو ملاكم بولندي راحل، مثّل بلاده في الألعاب الأولمبية الصيفية 1924.

## روابط خارجية
توماس كوناروسكي على موقع أوليمبيديا (الإنجليزية)
- توماس كوناروسكي على موقع اللجنة الأولمبية البولندية (مؤرشف) (البولندية)